# Brasilianische Eishockeynationalmannschaft
Die Eishockeynationalmannschaft Brasiliens ist eine Auswahl brasilianischer Spieler, die von der Confederação Brasileira de Desportos no Gelo (CBDG) bestimmt werden, um das Land auf internationaler Ebene zu repräsentieren.

## Geschichte
Die brasilianische Eishockeynationalmannschaft gab ihr Debüt auf internationaler Ebene im Rahmen des ersten Pan-amerikanischen Eishockeyturniers im März 2014, welches vom Gastgeber Mexiko mit Unterstützung durch den Weltverband IIHF organisiert wurde. Im ersten Gruppenspiel unterlagen die Brasilianer den seit mehreren Jahrzehnten an Weltmeisterschaften teilnehmenden Gastgebern aus Mexiko mit 0:16. Dies war zudem das erste Länderspiel Brasiliens im Eishockey. Schließlich beendete Brasilien das Turnier als Gruppenletzter mit vier Niederlagen und 3:51 Toren.
Die weiteren Turniere verliefen etwas erfolgreicher: 2015 wurde der dritte Platz hinter Kolumbien und Mexiko errungen, wobei mit einem 6:1 gegen Argentinien auch der erste Sieg in einem Länderspiel gegen eine A-Mannschaft gelang. 2016 wurde Brasilien Vierter und wiederholte den Sieg gegen Argentinien. 2017 gelang in der Platzierungsrunde vier Siege mit insgesamt 45:0 Toren (u. a. ein 16:0 gegen die eigene B-Mannschaft).
Ab 2019 nahm Brasilien am Latam-Cup teil. Im ersten Jahr blieb das Team sieglos, bei der zweiten Austragung 2021 wurde immerhin die Division 2 ungeschlagen gewonnen, 2022 wurde das Team aber sowohl in der Division 1 als im Spring Cup wieder punkteloser Letzter. 2023 erreichte Brasilien schließlich in der Division 2 das Semifinale.
2024 nahm Brasilien schließlich erstmals offiziell am IIHF Development Cup in Bratislava (Slowakei) teil, verlor dabei aber alle sechs Spiele mit einem Torverhältnis von 8:56.

### Pan-amerikanisches Eishockeyturnier
- 2014: 5. Platz
- 2015: 3. Platz
- 2016: 4. Platz
- 2017: 5. Platz

### IIHF Development Cup
- 2024: 6. Platz